# الملاكمة في دورة الألعاب العربية 1997
دورة الألعاب العربية الثامنة حدثت وقائعها في العاصمة اللبنانية بيروت سنة 1997 وذلك للفترة من 12 يوليو ولغاية 27 يوليو. 

## توزيع الاوسمة
| ت | البلد    | ذهبية | فضية | برونزية | المجموع |
| - | -------- | ----- | ---- | ------- | ------- |
| 1 | الجزائر  | 5     | 2    | 2       | 9       |
| 2 | مصر      | 2     | 4    | 1       | 7       |
|   | الأردن   | 2     | -    | 3       | 5       |
| 1 | سوريا    | 1     | 4    | 4       | 9       |
| 4 | تونس     | 1     | 1    | 1       | 3       |
|   | السعودية | 1     | 1    | 2       | 4       |

## النتائج الكاملة
| Event          | ذهبية                       | فضية                     | برونزية                       |
| -------------- | --------------------------- | ------------------------ | ----------------------------- |
| وزن 48 كلغ     | خالد العدواني (السعودية)    | محمد عبد الرحيم (مصر)    | نبيل طالبي (الجزائر)          |
| وزن 48 كلغ     | خالد العدواني (السعودية)    | محمد عبد الرحيم (مصر)    | حسن البلاشي (تونس)            |
| وزن 51 كلغ     | عيد فكري (مصر)              | خالد الفلاح (سوريا)      | عباس همدر (لبنان)             |
| وزن 51 كلغ     | عيد فكري (مصر)              | خالد الفلاح (سوريا)      | مهدي عسوس (الجزائر)           |
| وزن 54 كلغ     | عبد العزيز بولحية (الجزائر) | المصري محمد سليمان (مصر) | إبراهيم حيدر (لبنان)          |
| وزن 54 كلغ     | عبد العزيز بولحية (الجزائر) | المصري محمد سليمان (مصر) | أحمد الفضلي (الكويت)          |
| وزن 57 كلغ     | نور الدين مجهود (الجزائر)   | يوسف الحمدي (سوريا)      | هشام نفيل (تونس)              |
| وزن 57 كلغ     | نور الدين مجهود (الجزائر)   | يوسف الحمدي (سوريا)      | خلدون عبد الحميد (الأردن)     |
| وزن 60 كلغ     | محمد علالو (الجزائر)        | محمد بن ناصر (تونس)      | جمعان الصغير (السعودية)       |
| وزن 60 كلغ     | محمد علالو (الجزائر)        | محمد بن ناصر (تونس)      | كمال عاجوري (الأردن)          |
| وزن 63.5 كلغ   | أيمن نادي (الأردن)          | جمعان الشكري (السعودية)  | فوزي عز الدين (لبنان)         |
| وزن 63.5 كلغ   | أيمن نادي (الأردن)          | جمعان الشكري (السعودية)  | ربيع الحجار (سوريا)           |
| وزن 67 كلغ     | خالد عبد الحميد (مصر)       | بن عمر مسكين (الجزائر)   | خالد فهد (سوريا)              |
| وزن 67 كلغ     | خالد عبد الحميد (مصر)       | بن عمر مسكين (الجزائر)   | مصطفى زينو (لبنان)            |
| وزن 71 كلغ     | : محمد مرموري (تونس)        | محمد هيكل (مصر)          | باسل الهنداوي (الأردن)        |
| وزن 71 كلغ     | : محمد مرموري (تونس)        | محمد هيكل (مصر)          | عمر عكو (سوريا)               |
| وزن 75 كلغ     | إيهاب اليوسف (سوريا)        | محمد بحاري (الجزائر)     | عماد السيد (لبنان)            |
| وزن 75 كلغ     | إيهاب اليوسف (سوريا)        | محمد بحاري (الجزائر)     | محمد الباز (مصر)              |
| وزن 81 كلغ     | حمزة مدني (الجزائر)         | عدنان قدور (سوريا)       | خالد مبارك (السعودية)         |
| وزن 81 كلغ     | حمزة مدني (الجزائر)         | عدنان قدور (سوريا)       | منير أبو كشك (فلسطين)         |
| وزن 91 كلغ     | محمد بن قاسمية (الجزائر)    | عمرو مصطفى (مصر)         | أحمد وتار (سوريا)             |
| وزن 91 كلغ     | محمد بن قاسمية (الجزائر)    | عمرو مصطفى (مصر)         | عبد الرحيم أبو الكاس (فلسطين) |
| وزن فوق 91 كلغ | محمد عبد الرحمن (الأردن)    | مجدي خان (سوريا)         | علي منصور (لبنان)             |
| وزن فوق 91 كلغ | محمد عبد الرحمن (الأردن)    | مجدي خان (سوريا)         | محمد أبو رميلة (فلسطين)       |